# Karl Hermann Leonhard Lindinger
Karl Hermann Leonhard Lindinger, född 1879, död 1956, var en tysk botaniker som specialiserade sig på kaktusväxter.